# MV Princess of the Stars
De MV Princess of the Stars was een Filipijnse veerboot die op 22 juni 2008 zonk nadat het schip was stilgevallen en gekapseisd vlak voor de kust van het eiland Sibuyan in de centrale eilandengroep Visayas midden in de tyfoon Fengshen. De veerboot had 849 passagiers en bemanningsleden aan boord. Daarvan overleefden 32 mensen de ramp, 227 mensen kwamen om en 592 raakten vermist. De MV Princess of the Stars was van dezelfde eigenaar als de veerboot Doña Paz die in 1987 verongelukte met vermoedelijk meer dan 4000 mensen aan boord.

## Geschiedenis
Op 21 juni 2008 vertrok de Princess of the Stars, hoewel de tyfoon Fengshen op dat moment door het land raasde, met 726 passagiers uit Manilla op weg naar Cebu City. Ter hoogte van het eiland Sibuyan werd een noodsignaal uitgezonden toen de motoren stilvielen, terwijl de veerboot zich midden in de tyfoon bevond. Een door burgemeester Nanette Tansingco van San Fernando gestuurde speedboot meldde dat de veerboot een gat in de romp had en zich deels onder water bevond. Tevens zag men enkele lichamen in de buurt van het schip.
Reddingsacties werden ernstig gehinderd door de hoge golven als gevolg van de tyfoon. Er werden drie marineschepen gestuurd om hulp te bieden, maar door "de gigantische golven, overvloedige regenval en stormachtige wind" moest de missie afgeblazen worden, aldus luitenant-kolonel Edgard Arevalo, woordvoerder van de Filipijnse marine
Meer dan 24 uur nadat men het radiocontact verloor bereikte een reddingsschip de locatie van de Princess of the Stars Woordvoerder van de Filipijnse kustwacht, Arman Balilo, meldde: "Er is niemand aangetroffen in het gebied. De omgeving zal worden uitgekamd en de richting van de golven zal worden bestudeerd om te bepalen in welke richting eventuele overlevenden zijn weggedreven."
Familieleden kwamen massaal naar de kantoren van eigenaar Sulpicio Lines in Cebu en Manilla om meer informatie te krijgen over hun vermiste familieleden. Onduidelijk is waarom het schip vertrok vanuit Manilla ondanks het feit de tyfoon al door het land raasde. Sulpicio Lines liet weten dat het schip geen advies van de kustwacht had gekregen dat het waarschuwingsniveau nog op niveau 1 stond toen het schip vertrok. BBC citeerde president Gloria Macapagal-Arroyo die zei: "Waarom liet men het schip vertrekken en waarom werd er geen waarschuwing gegeven? Ik wil antwoorden."
Nadat eerder op zondag 22 juni al vier overlevenden en vier doden waren aangespoeld bij San Fernando in de provincie Romblon werd maandag 23 juni een reddingsboot met 28 overlevenden en een dode gevonden aan de kust van Mulanay in de provincie Quezon. Op dezelfde dag vond men nog 25 overlevenden en 15 doden op de stranden van het eiland Burias in Masbate
Daarmee was het aantal overlevenden op maandagavond 57. Het aantal doden was gestegen tot 20. De overige 772 mensen die zich aan boord van het schip bevonden werden nog vermist. De zoekacties werden gedurende de nacht gestaakt, vanwege de grote golven en het ontbreken van geschikte apparatuur.
Nadat een gat in de romp van het schip was gemaakt vonden duikers en reddingswerkers vele lichamen in reddingsvesten, maar geen enkele overlevende.
Naar aanleiding van de ramp werd op 25 juni de commandant van de Filipijnse kustwacht in Manilla, Erwin Balagas, ontheven uit zijn functie, teneinde "het onderzoek naar mogelijke onregelmatigheden niet te belemmeren".

## Vervoer van pesticiden
Op vrijdag 27 juni werden de reddings- en bergingswerkzaamheden opgeschort nadat bekend was geworden dat er 10.000 kilo endosulfan aan boord was. Deze zeer giftige pesticide werd vervoerd voor het bedrijf Del Monte Philippines Inc. (DMPI). De Filipijnse overheid overweegt een aanklacht in te dienen vanwege het transporteren van deze giftige stof aan boord van een passagiersschip. Del Monte gaf in een verklaring aan niet geweten te hebben dat de pesticide aan boord van de veerboot werd vervoerd. Daarnaast verklaarde het bedrijf dat het gebruik van dit middel was goedgekeurd door de Fertilizer and Pesticide Authority (FPA).